# Rzeczki (województwo mazowieckie)
Rzeczki – wieś sołecka w Polsce położona w województwie mazowieckim, w powiecie ciechanowskim, w gminie Ciechanów.
| SIMC    | Nazwa           | Rodzaj    |
| ------- | --------------- | --------- |
| 0112874 | Rzeczki-Gąski   | część wsi |
| 0112880 | Rzeczki-Orszyny | część wsi |
| 0112897 | Rzeczki-Wólki   | część wsi |

W latach 1975–1998 miejscowość położona była w województwie ciechanowskim.
Większość mieszkańców zajmuje się prowadzeniem gospodarstw rolnych.